# 岸香里
岸 香里（きし かおり、1963年 - ）は、日本の漫画家。女性。広島県出身。

## 来歴
岡山の看護学校、旭川荘厚生専門学院在学中に小学館マンガ大賞に入賞する。漫画家デビューする。卒業後は地元の病院に勤務する。その後、上京し、都内の病院などに勤務する。看護師をしながら漫画を描いたが、後に漫画業に専念する。ラジオのパーソナリティーになったことがきっかけで看護の現場に復帰し、訪問看護師になった。そのため、看護や介護をテーマとする漫画を描き続けている。
2002年に『天使のたまご』の単行本用の原稿が紛失し、東京地裁による判決で学習研究社から精神的損害を与えられたことによる支払いを受けた。

## 作品リスト

### 漫画作品
- 『バナナも夢みる…』角川書店〈あすかコミックス〉、1989年9月6日発売[5]、（『ちゃお』1989年1月号・2月号掲載）ISBN 4-04-924113-7
- 『卒業 たったひとつの季節』角川書店〈あすかコミックス〉、1990年2月5日発売[6]、短編集、ISBN 4-04-924139-0
  - たったひとつの季節（『ちゃお』1989年3月号掲載）
- 『天使のたまご』学研メディカル秀潤社〈ナーシング・コミックス〉、1991年 - 1996年、全3巻
  1. 1991年12月発売、ISBN 4051509532
  2. 続 天使のたまご 1993年3月発売、ISBN 4051509362
  3. 天使のたまごin東京 1996年9月発売、ISBN 4051518639

  - 『ハートフル・ナースストーリー 天使のたまご』青春出版社〈青春プチBOOK〉、1998年、全2巻
    1. 1998年8月発売、ISBN 4413098153
    2. 1998年8月発売、ISBN 4413098161

  - 『天使のたまご・完全版』いそっぷ社、全2巻
    1. 上巻 2005年5月発売[7]、ISBN 4900963291
    2. 下巻 2005年5月発売[8]、ISBN 4900963305
- 『おどる老人病棟 愛しの患者さんたち』青春出版社、1998年11月発売、ISBN 4413031172
- 『あぶないナース』いそっぷ社、1999年8月発売[9]、ISBN 4900963089
- 『やンドル 病院の人気者たち』幻冬舎、1999年12月発売、ISBN 4-877-28352-8
- 『白衣の男子』芳文社〈まんがタイムコミックス〉、2001年 - 、既刊1巻（『まんがタイムスペシャル』1999年2月号 - 2009年8月号）
  1. 2001年4月発売、ISBN 4-8322-6204-1

- 『結婚のバカ』いそっぷ社、2001年11月発売[10]、ISBN 490096316X
- 『お願いナース』幻冬舎〈幻冬舎文庫〉、2003年2月発売、ISBN 4-344-40320-7
- 『ナースランド』メディカ出版、2003年3月発売、ISBN 4840403503
- 『ぶっちゃけナース』いそっぷ社、2010年10月発売[11]、ISBN 978-4900963498
- 『笑うナース』いそっぷ社、2012年3月発売[12]、ISBN 978-4900963559
- 『帰ってきた笑うナース』いそっぷ社、2014年5月発売[13]、ISBN 978-4900963627
- 『おどる認知症』いそっぷ社、2017年11月発売[14]、ISBN 978-4900963757

### 単行本未収録
- 元気なブロークンハート（『ちゃお』1988年2月号 - 4月号）

### 共著
- 『転ばぬ先の介護保険』共著：朝日新聞社会部、朝日新聞社、2000年2月発売、ISBN 4-02-257477-1
- 『だから訪問介護はやめられないー訪問介護の魅力、全部教えちゃいます!』メディカ出版、2010年3月24日発売、ISBN 978-4840432870